# Банци (Потенца)
Банци (итал. Banzi) је насеље у Италији у округу Потенца, региону Базиликата.
Према процени из 2011. у насељу је живело 1381 становника. Насеље се налази на надморској висини од 566 м.

## Становништво
Према резултатима пописа становништва 2011. у општини је живело 1.406 становника.
| 1931. | 1936. | 1951. | 1961. | 1971. | 1981. | 1991. | 2001. | 2011. |
| ----- | ----- | ----- | ----- | ----- | ----- | ----- | ----- | ----- |
| 1.956 | 2.057 | 2.531 | 2.406 | 2.236 | 1.739 | 1.903 | 1.514 | 1.406 |